# Cerkiew Zaśnięcia Matki Bożej w Pradze
Cerkiew Zaśnięcia Matki Bożej – prawosławna cerkiew parafialna i cmentarna położona w obrębie Cmentarza Olszańskiego w Pradze. Świątynia należy do archidekanatu praskiego eparchii praskiej Kościoła Prawosławnego Czech i Słowacji.

## Historia
W 1905 proboszcz prawosławnej parafii św. Mikołaja w Pradze ks. Nikołaj Ryżkow uzyskał od władz miejskich miejsce na Cmentarzu Olszańskim, które miało być przeznaczone dla pogrzebów osób wyznania prawosławnego. Dwa lata później pojawił się projekt, by w wyznaczonym obszarze wznieść kaplicę cmentarną. Ks. Ryżkow zaczął zbierać pieniądze na jej budowę, jednak ostatecznie do wzniesienia obiektu nie doszło. Idea wzniesienia cerkwi powróciła po 1921, kiedy liczba prawosławnych Rosjan żyjących w Pradze szybko wzrosła na skutek emigracji z ogarniętej wojną domową Rosji. Emigranci, zorganizowani w Bractwie Zaśnięcia Matki Bożej, zyskali poparcie pierwszego premiera Czechosłowacji Karla Kramářa. Zorganizował on nową zbiórkę pieniędzy, w toku której zgromadzono 4/5 potrzebnej na budowę sumy. Na zakup dla świątyni pięciu dzwonów złożyli się biskup praski Sergiusz (Korolow), egzarcha zachodnioeuropejski metropolita Eulogiusz (Gieorgijewski), rosyjska społeczność Czechosłowacji oraz król Jugosławii Aleksander I Karadziordziewić.
11 września 1924 biskup Sergiusz (Korolow) poświęcił kamień węgielny cerkwi. Jej projekt wykonał prof. W. Brandt z pomocą studentów architektury: N. Paszkowskiego i S. Klodta. Inspirował się on wyglądem świątyń w Niżnym Nowogrodzie i Pskowie. Przy pracach budowlanych bezpłatnie pracowali mieszkający w Pradze Rosjanie, pod kierunkiem inżynierów A. Mirkowicza, S. Wieliczkina i P. Nachodkina. Po zakończeniu prac budowlanych 22 listopada 1925 została ona poświęcona przez metropolitę Eulogiusza (Gieorgijewskiego). Na uroczystości byli obecni przedstawiciele rządu czechosłowackiego. Obiekt został przypisany do parafii św. Mikołaja w Pradze jako cerkiew pomocnicza. 
W 1945 cerkiew św. Mikołaja została zamknięta, co sprawiło, że świątynia cmentarna stała się siedzibą parafii. W latach 1973–1974 z inicjatywy metropolity Doroteusza została gruntownie odremontowana.

## Architektura

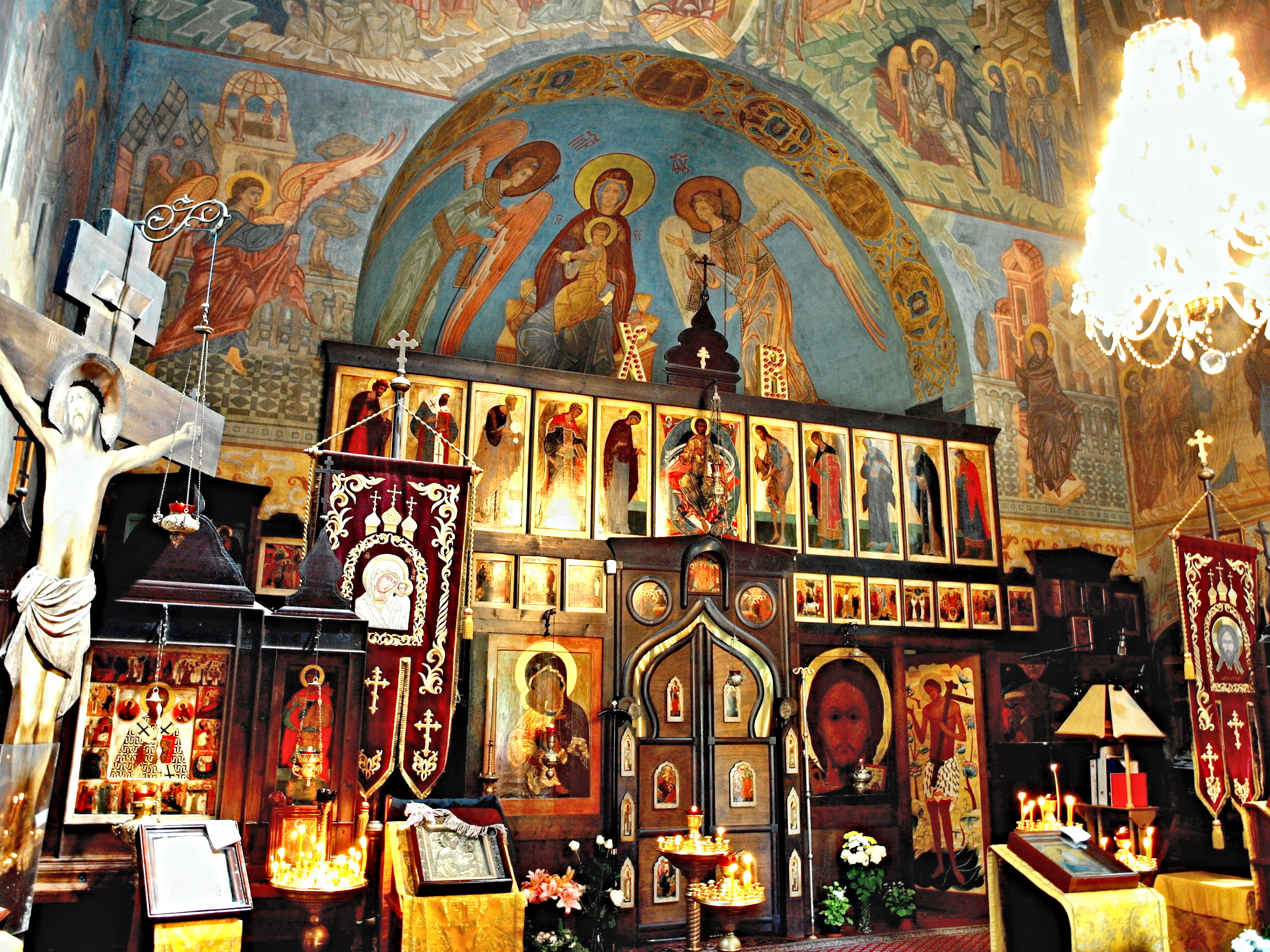
Wnętrze świątyni

Cerkiew wzniesiona na jest na planie kwadratu o boku 8,2 metra, z absydą. Jej łączna wysokość wynosi 22 metry. Zewnętrznie jest malowana na biało, dekorowana jedynie dwiema mozaikami – archanioła Michała oraz Matki Bożej Oranty. Obiekt wieńczy jedna cebulasta kopuła z krzyżem. We wnętrzu znajduje się ikonostas z 64 wizerunkami świętych. Ściany są udekorowane freskami wykonanymi w latach 1941–1946 na podstawie przedwojennych projektów.
Pod cerkwią znajduje się krypta grobowa z kaplicą św. Zofii Męczennicy, w której pochowano osoby zaangażowane we wznoszenie świątyni oraz rosyjskich działaczy. W 1935, po śmierci króla Jugosławii Aleksandra I w zamachu w Marsylii, ustawiono w niej pamiątkowy biały krzyż. Wśród pochowanych w cerkwi są premier Czechosłowacji Karel Kramář z małżonką Nadieżdą zd. Chłudową, historyk sztuki bizantyjskiej i staroruskiej Nikodim Kondakow, żołnierze serbscy polegli w I wojnie światowej, inżynier Nikołaj Ipatjew, generałowie rosyjscy T. Siemierninow, S. Woronin, N. Sziling.